# Villa Lardi
Villa Lardi, citata anche come villa Lardi, Zangirolami, Caporali dai cognomi delle famiglie dei proprietari che negli anni si sono succeduti, o anche Ca' Lardi e Palazzo Lardi, è un edificio storico situato a Panarella, frazione del comune di Papozze, in provincia di Rovigo. 
Costruita intorno alla metà del XVI secolo, quando la zona era ancora solo parzialmente bonificata, si presenta come un edificio sviluppato su tre piani, non grande ma dall'aspetto robusto, a pianta quadrata, caratterizzato dalla stretta e ripida scalinata di entrata alla quale si accede da un pronao, secondo altra fonte protiro, che si estende dalla facciata principale, sulla quale sono integrate le due canne fumarie.
Un altro portale ad arco, delle quali restano solo tracce, era presente nella facciata settentrionale, che dava presumibilmente accesso a un balcone.
Altro elemento dell'originario edificio è la base del successivo campanile dell'attigua chiesa di San Luigi Gonzaga, al tempo parte della cappella gentilizia e ancora integrato nel perimetro della villa.